# Liste der Kulturgüter in Finsterhennen
Die Liste der Kulturgüter in Finsterhennen enthält alle Objekte in der Gemeinde Finsterhennen im Kanton Bern, die gemäss der Haager Konvention zum Schutz von Kulturgut bei bewaffneten Konflikten, dem Bundesgesetz vom 20. Juni 2014 über den Schutz der Kulturgüter bei bewaffneten Konflikten sowie der Verordnung vom 29. Oktober 2014 über den Schutz der Kulturgüter bei bewaffneten Konflikten unter Schutz stehen.
Es sind weder A-Objekte noch B-Objekte auf dem Gemeindegebiet ausgewiesen, Objekte der Kategorie C fehlen zurzeit (Stand: 12. Februar 2024). Unter übrige Baudenkmäler sind Objekte zu finden, die im Bauinventar des Kantons Bern als «schützenswert» verzeichnet sind.

## Übrige Baudenkmäler
Hinweis: Als Objekt-Identifikator (ID) wird die Grundstücksnummer verwendet.
| ID  | Foto |                                                                                       | Objekt                                     | Typ | Standort                        | Beschreibung |
| --- | ---- | ------------------------------------------------------------------------------------- | ------------------------------------------ | --- | ------------------------------- | ------------ |
| 8   | ja   | Datei hochladen · Wikidata zu Primarschulhaus (1903) (Q124516125)                     | Primarschulhaus (1903)                     | G   | Dorfstrasse 19 580341 / 208118  |              |
| 56  | ja   | Datei hochladen                                                                       | Ofenhaus (18. Jh.)                         | G   | Dorfstrasse 20a 580321 / 208097 |              |
| 322 | ja   | Datei hochladen                                                                       | Bauernhaus (1776)                          | G   | Dorfstrasse 22 580328 / 208061  |              |
| 768 | ja   | Datei hochladen · Wikidata zu Ehemaliges Bauernhaus (2. Viertel 19. Jh.) (Q111771811) | Ehemaliges Bauernhaus (2. Viertel 19. Jh.) | G   | Hinterdorf 20 580195 / 208062   |              |

Hinweis zur Legende: Anstelle der KGS-Nummer wird als Objekt-Identifikator (ID) die Grundstücksnummer verwendet.